# Avaj (shahrestan)
Avaj (persiska: آوَج), eller Shahrestan-e Avaj (شهرستان آوج), är en delprovins (shahrestan) i Iran. Den ligger i provinsen Qazvin, i den västra delen av landet. Administrativt centrum är staden Avaj.
Delprovinsen hade 43 798 invånare vid folkräkningen 2016.